# Reduktionskommissionen
Reduktionskommissionen var ett svenskt ämbetsverk, som inrättades 1680 för att genomföra den då beslutade reduktionen. Kommissionen fick även verkställa de skärpta reduktionsbeslut, som fattades vid följande riksdagar.
Reduktionskommissionen var utsedd av adeln själv. Till dess president utnämnde kung Karl XI Claes Fleming, son till Herman Fleming. Bland kommissionens övriga medlemmar var de viktigaste Erik Lindschöld och Jakob Gyllenborg.
Kommissionen samlades första gången 10 januari 1681, då den började med att av kungen begära en försäkran om hans beskydd och förband sig
att hålla sina överläggningar hemliga. Trots all den energi med vilken som kommisssion försökte utföra sin uppgift, var svårigheterna så stora, att kommissionen ofta måste vädja till kungens personliga ingripande för att lösa tvistefrågor. Ibland tog kungen också själv initiativ och gick förbi kommissionen. För att underlätta dess arbete bildades små reduktionskommissioner i landsorterna, bestående av landshövdingen eller någon från kommissionen utsänd medlem med en eller ett par andra ledamöter. Sådana fanns i Sveriges flesta provinser. Själva Reduktionskommissionen kallades ibland Stora kommissionen för att skilja den från de små reduktionskommissionerna.
Reduktionskommissionen, vars ledare efter Flemings död 1685 var Fabian Wrede, upplöstes 1687 och avgav då en slutredogörelse för sin verksamhet, som ger en översiktlig sammanfattning av dess arbete. Dock var reduktionen ej ännu slut, även om det antogs, att särskilt mycket återstod att göra. Därför bildades en ny myndighet: "Kongl. M:ts deputerade till reduktionsverkets afslutande", vars chef blev kammarrådet Jakob Gyllenborg med titeln "direktör". Det visade sig snart, att mer återstod, än vad som hade trotts. De deputerades verksamhet fortsatte därför in under Karl XII:s regering. Även sedan denne 13 april 1700 efterskänkt en mängd av de krav kronan ännu hade till följd av Reduktionskommissionens domar, fortsatte de deputerade sitt arbete, dock i förminskad skala, och fick efter Gyllenborgs död 1701, en ny ledare i assessor Peder Franc.